# Юкон-Чарли-Риверс
Национальный заказник Юкон-Чарли-Риверс (англ. Yukon–Charley Rivers National Preserve) — национальный заказник США общей площадью 10 220,38 км², находящийся на востоке Аляски вдоль границы с Канадой. Он включает в себя 185 километров реки Юкон (общая длина которой — 3100 км) и весь бассейн реки Чарли (142 км). Основными целями заказника являются: сохранение биологического разнообразия бассейна реки Чарли, поддержание исторических объектов, связанных с золотой лихорадкой на реке Юкон.

## Географическое положение

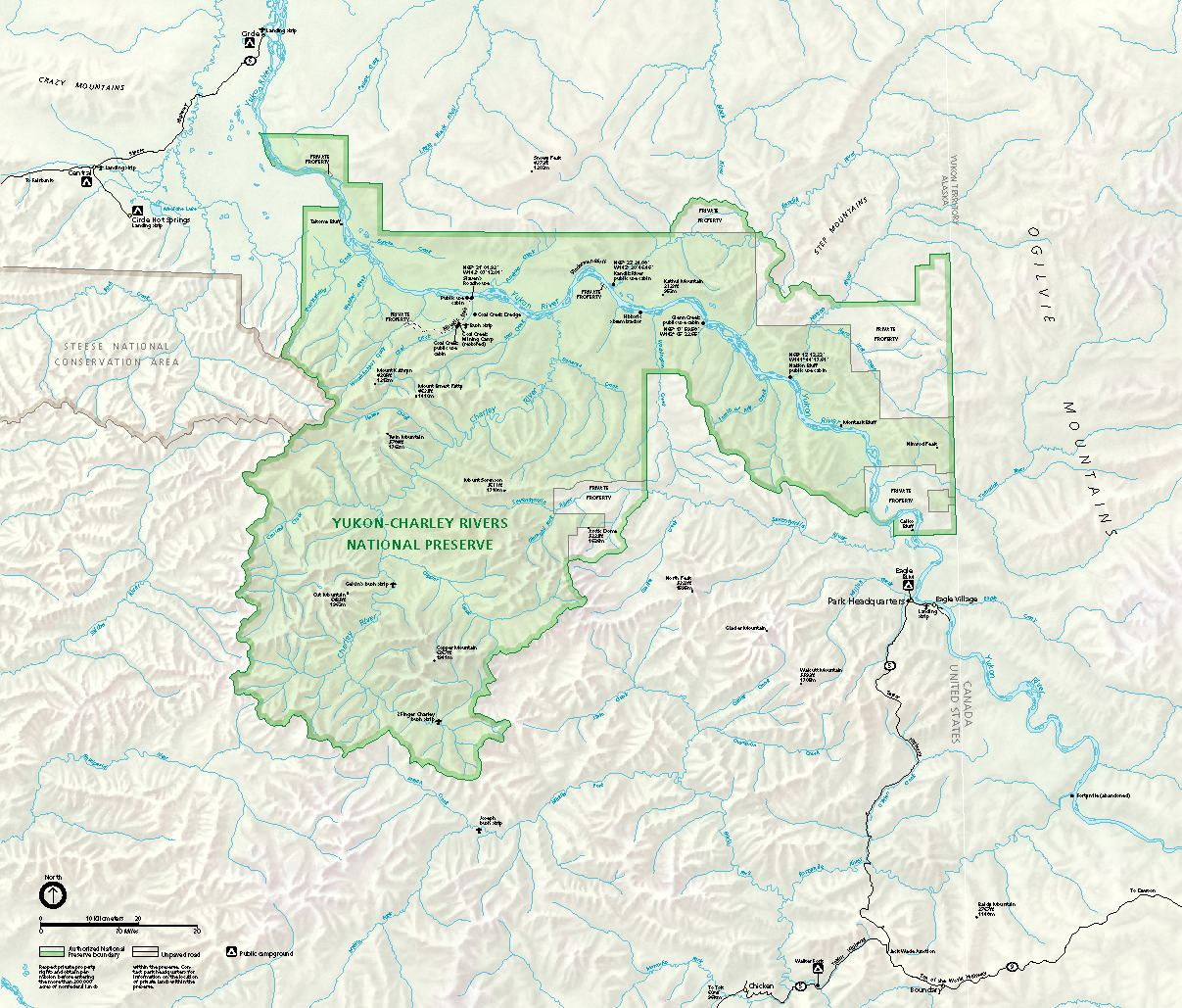
Карта заказника

Национальный заказник Юкон-Чарли-Риверс находится на востоке Аляски и граничит с канадской территорией Юкон. Он расположен между статистически обособленной местностью Серкл и городом Игл.

## Посетители
В заказник Юкон-Чарли-Риверс возможно добраться по воздуху из Фэрбанкса или ближайших к границе заказника деревень, либо по рекам. Шоссе Тейлора заканчивается около реки Юкон в 18 километрах от Юкон-Чарли-Риверс в городе Игл, где расположен туристический центр и откуда можно сплавиться по Юкону до заказника. Заказник обслуживается Службой национальных парков. Служба поддерживает 7 деревянных хижин, в которых возможно проживание посетителей. В Историческом округе золотодобычи Коул-Крик можно увидеть драгу для добычи золота и несколько десятков строений лагеря золотоискателей, и узнать об истории горного дела в этом районе.
| Посетители заказника Юкон-Чарли-Риверс |
| -------------------------------------- |
|                                        |